# 社会革命党
社会革命党（俄语：Партия социалистов-революционеров，羅馬化：Pártiya sotsialístov-revolyutsionérov，缩写为，PSR）是1906年至俄国内战结束前俄罗斯帝国的主要政党之一。党的前身是北方社会革命党同盟以及南方社会革命党。党的核心领导纲领是1906年确立的《社会革命党纲领》。党初期的主要领导人有：维克多·切尔诺夫、叶卡捷琳娜·布列什科-布列什科夫斯卡娅、战斗组织领导人格尔舒尼以及尼古拉·米海洛夫斯基。党报是《革命俄罗斯》。

## 历史
早在19世纪70年代就有了社会革命党这一称呼，也有过小范围内的政党联合组织，但是成果以及影响完全可以忽略。后在1891以及1902饥荒的影响下，农民运动工人运动在逐年的增加，民粹主义也得到了极大地复兴。在若干的、分散的民粹主义社会革命党小组的基础上以及在切尔诺夫的推动下，格尔舒尼与柳谢克达成共识，在《革命的俄罗斯》上宣布北方社会革命党同盟将与南方社会革命党合并建成一个统一的社会革命党，同时成立了一个临时的中央委员会。但因为两党在意识形态、组织原则、斗争方式等问题上的分歧并没有确立正式的党纲领，直到在芬兰伊馬特拉举办的1905年社会革命党第一次代表大会上之后才有了一个统一的选举机关、章程和入党准则，虽然绝大多数的地方委员会并未按照党统一的章程行事。
社会革命党实际上由社会革命党中央委员会、社会革命党各地方委员会、社会革命党战斗组织三部分组成。由于在建党初期，社会革命党仅仅是一个以《革命的俄罗斯》为载体建立了一个目标统一的，但思想纲领都不一致的政党联合组织。故而导致了各个地方上的委员会所依照的纲领、行为原则都是按照未统一前的或者是自拟的组织原则所行动的。以至于之后党的中央委员会对于地方委员会的控制力极低。
阿尔古诺夫、谢柳克等人为首的民粹主义者1896年在萨拉托夫成立民粹派小组联盟“北方社会革命党同盟”。1900年开始出版党报《革命的俄罗斯》以宣传党派主张。后于1902年在《革命的俄罗斯》第三期上刊登国内外社会革命党联合起来的消息，但直到1905年12月的社会革命党第一次代表大会上才正式跟南方社会革命党、农业社会主义同盟等民粹派小组正式达成联合，建立有统一纲领、组织的社会革命党。
在1905年第一次代表大会之后社会革命党积极推动对专制主义革命斗争的宣传与行动，相对来说党对于恐怖活动的支持已大不如前，在斗争中已不占主要部分，反而将重点转向了罷工、集会等。同时，党还建立了一系列的工人联合会、农民兄弟联合会、教师联合会。同时又建立了一系列的专门委员会去海外购买武装斗争所需要的武器，虽然并没有成果。
在沙皇十月詔書发出之后，社会革命党中央委员会一部分中央委员对于第一届帝国杜马的态度与布尔什维克相同，但是还有一部分委员反对对杜马的抵制。因为这种抵制并没有得到农民以及大部分党支持者的认同，故而之后的社会革命党改变战略，接受并要求参与杜马。随后在第一届杜马解散后，社会革命党号召无产阶级、农民阶级、小资产阶级以及地方党组织立即开展对专制政府的武装斗争。
随着第二届国家杜马选举的召开，社会革命党再次放弃武装斗争，参与到了选举当中，并获得了37个席位，并且向支持者承诺，如果此次杜马解散，那么社会革命党将发起总罢工以及大规模反专制武装斗争。可惜的是党在第二届杜马当中并没有起到任何的作用，毫无亮点。而且在随后的第二届杜马解散之后，社会革命党也并没有按照之前的约定，进行大规模反专制的武装斗争。
社会革命党联盟在处理这一系列问题当中分裂成三个部分：
- 原本联合组织内的温和派独立为劳动人民社会党

- 原本联合组织内的激进派独立为社会革命党最高纲领派

- 原本联合组织内的中左派和中派组成的社会革命党。

在一战爆发后的1914年8月22日，流亡在外的社会革命党中央委员会工作人员在瑞士讨论社会革命党在一战形势下的方针路线，但是此次会议并没有建立一个统一的行动纲领，反而激增了党内部派系的分歧。社会革命党内部自此分裂出了两个个大派系：社会革命党国际主义派、社会革命党护国派。护国派、国际主义派下又根据意识形态派系分为：社会革命党国际主义左派、社会革命党国际主义中左派、社会革命党护国派中左派、社会革命党护国派右派。内派系众多，矛盾尖锐由此导致了国外社会革命党内部的机关工作的全面的瘫痪，这也是左翼社会革命党的实际独立时间。
在二月革命之后，以马林斯基宫为中心的由立憲民主黨人为主的临时委员会杜马成员，掌握着国家的控制权；与此同时，在塔夫利达宫产生了另一个权力机关即工人和士兵代表苏维埃。在工兵代表苏维埃中孟什维克的影响力最强，但是社会革命党的影响力也不弱于孟什维克，除了克伦斯基担任彼得格勒工兵代表苏维埃副主席外、还有一系列的社会革命党党员进入了彼得格勒工兵代表苏维埃执行会中担任中央委员、还在一些重要城市里，社会革命党党员也经常担任市工兵代表苏维埃主席。
但是在社会革命党中央委员会以及党员眼中，工兵代表苏维埃的作用仅仅是监督俄罗斯临时政府的、联合无产阶级的、推动政府改革步伐的监督机关。临时政府才是真正的国家管理机关。故此社会革命党在二月革命之后，一直想要扩大其在政府的影响力、部长人数，改革俄罗斯现有制度也导致了克伦斯基在10月25日没有听取马尔托夫的建议夺取全俄苏维埃第二次代表大会主动权。
1917年7月1日，陆军部长克伦斯基下令向奥匈帝国和德意志帝国的军队发动进攻，结果迅速失败，使倾向于临时政府的军队受到沉重打击，并引起国内反战势力，尤其是推翻了沙皇的起义军队强烈不满；7月16日至7月20日彼得格勒发生七月危机，布尔什维克参与士兵和工人反对临时政府示威游行，临时政府开展针对布尔什维克的恐怖活动，紧急调集忠于自己的军队武力镇压示威，导致400多人伤亡，临时政府逮捕了一些布尔什维克领袖包括列夫·达维多维奇·托洛茨基，弗拉基米尔·列宁被迫逃离彼得格勒。
在十月革命爆发后，社会革命党并不承认纯由布尔什维克组成的苏俄人民委员会为合法的中央国家管理机关。随后立宪会议的召开就是社会革命党人与布尔什维克中冲突的最大问题了。社会革命党人与孟什维克认为召开立宪会议，建立议会制的民主的俄罗斯就可以解决俄罗斯的内部的大多数问题，并在1917年11月建立了保卫立宪会议委员会，但是布尔什维克还是在随后将立宪会议召开日期推迟到了全俄工兵苏维埃第三次代表大会选举的同日期内，1918年1月5日，立宪会议第一次会议及最后一次会议由全俄中央执行委员会主席斯维尔德洛夫宣布召开，并且向在立宪会议中的占有36％的社会革命党-孟什维克同盟下达了最后通牒，党领袖切尔诺夫在立宪会议发言试图缓和社会革命党与布尔什维克的关系，但最终在1918年1月6日早上5点塔夫利达宫卫队长要求立宪会议所有代表退场，此刻会议主席在最后一刻通过了《关于俄国国家制度》宣布俄国是“民主联邦共和国，是在联邦宪法范围内享有主权的各自有民族的联盟！”。
俄罗斯内战爆发后，各地爆发了反布尔什维克的起义，并重启了战斗组织重新开始针对布尔什维克的恐怖活动。社会革命党支持反布尔什维克的一方，并加入了各种反布尔什维克的政府。但其报纸仍然公开在莫斯科发行。1918年6月14日，因社会革命党与反革命勾结被从全俄中央执行委员会清除出去。但是在党内，针对布尔什维克的态度又发生了分歧。1918年12月5日在乌法的中央委员曾通过允许党员参加苏维埃活动的决议，但是此决议又在1918年12月10日被社会革命党中央委员会会议推翻，但是社会革命党中央又在1919年2月认为武装反对苏维埃是不合法的，认为应该全力对抗帝国主义的干涉。1919年2月25日全俄中央执行委员会决定依据社会革命党1919年决议，愿意接受转变了立场的社会革命党在苏维埃内任职。但是在地方上，全俄肃反委员会依然对社会革命党人进行全力的打压。1920年末，一些社会革命党人还参加了第八届全俄苏维埃代表大会。
1921年3月发生了喀琅施塔得起义，提出了打倒布尔什维克的口号。列宁指责社会革命党与孟什维克鼓动了喀琅施塔得起义，对其活动做了十分严格限制。1922年，苏俄在莫斯科举行社会革命党人审判，判处多名社会革命党人死刑。1923年3月社会革命党在莫斯科召开代表大会，宣布该党解散。列宁执政末期主张依法审判社会革命党人，但实际上大部分社会革命党领导人遭到长期监禁，直到列宁的继任者斯大林在1936年发起大清洗后才遭到处决。

## 外部連結
- Programme of the Socialist Revolutionary Party
- Party of Socialist Revolutionaries